# Smile (album Katy Perry)
Smile è il sesto album in studio della cantante statunitense Katy Perry, pubblicato il 28 agosto 2020 dalla Capitol.

## Descrizione
Nel marzo 2018 Ian Kirkpatrick ha annunciato in un'intervista con The Fader di aver lavorato con Katy Perry su del nuovo materiale. Nel giugno successivo la cantante è stata vista lavorare con Max Martin in Svezia.
A marzo 2020 Katy Perry ha reso nota l'intenzione di pubblicare nuova musica nell'estate dello stesso anno. A maggio ha annunciato Daisies come primo singolo dell'album, e nello stesso mese Amazon Alexa ha rivelato la data di uscita dell'album, prevista per il 14 agosto 2020. In un'intervista con Billboard nel mese di giugno, la cantante ha parlato di un nuovo brano, intitolato Teary Eyes. Ha successivamente confermato, nel mese di luglio, che il singolo del 2019 Never Really Over sarebbe stato incluso nel disco, il cui titolo è trapelato l'8 luglio tramite l'applicazione di identificazione musicale Shazam.
La cantante ha spiegato che Smile parla di "trovare la luce alla fine del tunnel" e riprendersi il proprio sorriso. Questo lavoro è frutto di un periodo buio che la cantante ha affrontato nel 2017, a causa di un apparente crollo della sua vita personale e lavorativa, a seguito della temporanea rottura tra la cantante e l'attore Orlando Bloom e lo scarso successo che l'album Witness ha riscosso con la critica e con l'opinione pubblica, portandola a soffrire di depressione e a maturare pensieri suicidi.

## Promozione
Never Really Over è stata pubblicata il 31 maggio 2019, per sperimentare la reazione dei fan. Nel giugno 2020, la cantante ha confermato che sarebbe stata inclusa tra i brani di Smile. Tra il 2019 e l'inizio del 2020, la cantante ha distribuito altri tre singoli: Small Talk il 7 agosto 2019, Harleys in Hawaii il 19 ottobre 2019 e Never Worn White il 5 marzo 2020. Tutti questi singoli hanno un proprio video musicale e nello specifico, nel video di Never Worn White, la cantante ha annunciato la propria gravidanza.
Daisies è stata pubblicata il 15 maggio 2020 come primo singolo ufficiale del disco, assieme al rispettivo video musicale. La traccia omonima è uscita il 10 luglio 2020 come quarto singolo, in concomitanza con il preordine del disco.
Il 20 agosto è stato pubblicato il singolo promozionale What Makes a Woman, brano che la cantante ha dedicato alla figlia Daisy Dove Bloom, nata pochi giorni dopo. Il successivo 13 novembre è stato reso disponibile un remix di Resilient realizzato dal DJ olandese Tiësto con la partecipazione della cantante spagnola Aitana, seguito quattro giorni più tardi dal relativo videoclip. Il brano fa parte della campagna #OpenToBetter di Coca-Cola.
In seguito all'uscita dell'album, la cantante ha pubblicato una serie di video musicali, denominata The Smile Video Series, per promuovere le tracce Never Really Over, Harleys in Hawaii, Cry About It Later, Tucked, Champagne Problems, Resilient e What Makes a Woman. Tutti i video sono animazioni realizzate da vari artisti e illustratori, ad eccezione del video di Champagne Problems che vede come protagonista la stessa Katy Perry. È stato inoltre reso disponibile un video per la traccia Teary Eyes, con immagini tratte dal dietro le quinte del servizio fotografico realizzato per il disco. Il 21 dicembre 2020 è uscito il video musicale di Not the End of the World, con la partecipazione dell'attrice statunitense Zooey Deschanel.
Un remix di Cry About It Later, che vede la presenza dei cantanti brasiliani Luísa Sonza e Bruno Martini, è stato messo in commercio il 23 aprile 2021.

## Tracce
1. Never Really Over – 3:43 (Katy Perry, Dagny Sandvik, Michelle Buzz, Jason Gill, Gino Barletta, Hayley Warner, Anton Zaslavski, Leah Cooney, Daniel James)
2. Cry About It Later – 3:09 (Katy Perry, Aleksandra Jatčenko, Jonnali Parmenius, Oscar Holter)
3. Teary Eyes – 3:02 (Katy Perry, Michael Pollack, Madison Love, Jacob Kasher Hindlin, Andrew Goldstein)
4. Daisies – 2:54 (Katy Perry, Jonathan Bellion, Michael Pollack, Jacob Kasher Hindlin, Jordan K. Johnson, Stefan Johnson)
5. Resilient – 3:07 (Katy Perry, Ferras Alqaisi, Mikkel S. Eriksen, Tor Erik Hermansen)
6. Not the End of the World – 2:58 (Katy Perry, Michael Pollack, Madison Love, Jacob Kasher Hindlin, Andrew Goldstein)
7. Smile – 2:46 (Katy Perry, Brittany Hazzard, Ferras Alqaisi, Oliver Goldstein, Josh Abraham, Anthony Criss, Benny Golson, Kier Gist, Vincent Brown)
8. Champagne Problems – 3:16 (Katy Perry, Jacob Kasher Hindlin, John Ryan, Johan Carlsson, Ian Kirkpatrick)
9. Tucked – 3:07 (Katy Perry, Ferras Alqaisi, Jacob Kasher Hindlin, John Ryan, Johan Carlsson)
10. Harleys in Hawaii – 3:05 (Katy Perry, Charlie Puth, Jacob Kasher Hindlin, Johan Carlsson)
11. Only Love – 3:18 (Katy Perry, Sophie Cooke, Andrew Jackson)
12. What Makes a Woman – 2:11 (Katy Perry, Sarah Hudson, Jacob Kasher Hindlin, John Ryan, Johan Carlsson)

Tracce bonus nella Fan Edition
1. Small Talk – 2:41 (Katy Perry, Johan Carlsson, Charlie Puth, John Ryan)
2. Never Worn White – 3:45 (Katy Perry, Johan Carlsson, John Ryan, Jacob Kasher Hindlin)
3. Daisies (Acoustic Version) – 3:05 (Katy Perry, Jon Bellion, Michael Pollack, Jacob Kasher Hindlin, Jordan K. Johnson, Stefan Johnson)
4. Daisies (Oliver Heldens Remix) – 3:35 (Katy Perry, Jon Bellion, Michael Pollack, Jacob Kasher Hindlin, Jordan K. Johnson, Stefan Johnson)

Tracce bonus nell'edizione di Target
1. Message from Katy – 3:31
2. High on Your Supply – 3:57 (Katy Perry, Ryan Tedder)

Tracce bonus nell'edizione giapponese
1. Small Talk – 2:41 (Katy Perry, Johan Carlsson, Charlie Puth, John Ryan)
2. Never Worn White – 3:45 (Katy Perry, Johan Carlsson, John Ryan, Jacob Kasher Hindlin)
3. Daisies (Acoustic Version) – 3:05 (Katy Perry, Jon Bellion, Michael Pollack, Jacob Kasher Hindlin, Jordan K. Johnson, Stefan Johnson)
4. Daisies (Oliver Heldens Remix) – 3:35 (Katy Perry, Jon Bellion, Michael Pollack, Jacob Kasher Hindlin, Jordan K. Johnson, Stefan Johnson)

## Successo commerciale
Negli Stati Uniti Smile ha debuttato al 5º posto della Billboard 200, segnando la quinta top ten di Perry in madrepatria. Nella sua prima settimana ha totalizzato 50 000 unità di vendita, di cui 35 000 sono vendite pure, 14 000 sono stream-equivalent units risultanti da 19 milioni di riproduzioni in streaming dei brani e 2 000 sono track-equivalent units risultanti da 20 000 vendite digitali delle singole tracce.
Nel Regno Unito l'album ha fatto il proprio debutto al 5º posto della Official Albums Chart con 8 579 unità distribuite, diventando la quarta top ten consecutiva della cantante nella classifica.
Nella ARIA Albums Chart australiana è entrato al 2º posto, segnando anche qui la quarta top ten di Perry.

## Classifiche
| Classifica (2020) | Posizione massima |
| ----------------- | ----------------- |
| Argentina         | 6                 |
| Australia         | 2                 |
| Austria           | 8                 |
| Belgio (Fiandre)  | 7                 |
| Belgio (Vallonia) | 5                 |
| Canada            | 5                 |
| Corea del Sud     | 98                |
| Croazia           | 5                 |
| Estonia           | 38                |
| Finlandia         | 18                |
| Francia           | 17                |
| Germania          | 14                |
| Giappone          | 41                |
| Grecia            | 47                |
| Irlanda           | 9                 |
| Italia            | 10                |
| Lituania          | 24                |
| Norvegia          | 25                |
| Nuova Zelanda     | 4                 |
| Paesi Bassi       | 13                |
| Polonia           | 24                |
| Portogallo        | 3                 |
| Regno Unito       | 5                 |
| Repubblica Ceca   | 35                |
| Slovacchia        | 28                |
| Spagna            | 5                 |
| Stati Uniti       | 5                 |
| Svezia            | 58                |
| Svizzera          | 8                 |
| Ungheria          | 23                |